# UFC Fight Night: Figueiredo vs. Benavidez 2
UFC Fight Night: Figueiredo vs. Benavidez 2 (también conocido como UFC Fight Night 172, UFC on ESPN+ 30 y UFC Fight Island 2) fue un evento de artes marciales mixtas producido por Ultimate Fighting Championship que tuvo lugar el 19 de julio de 2020 en el du Forum de la isla de Yas, en Abu Dhabi, Emiratos Árabes Unidos.

## Antecedentes
Este evento fue el tercero de los cuatro eventos de UFC Fight Island programados para celebrarse en la isla de Yas en julio de 2020, después de UFC 251 y UFC on ESPN: Kattar vs. Ige, como parte de un plan para facilitar la celebración de eventos en los que participen luchadores afectados por las restricciones de viaje de Estados Unidos relacionadas con la pandemia COVID-19.
Sin la presencia de aficionados, la promoción no tuvo que preocuparse por el horario local del evento, por lo que éste se desarrolló con el horario normal de las horas de máxima audiencia en la costa este de Norteamérica. El cartel principal comenzó a las 5:00 a. m. (19 de julio) hora local en Abu Dhabi, con un cartel preliminar completo que comenzó aproximadamente a las 2:00 a. m. hora estándar del Golfo.
La revancha del Campeonato de Peso Mosca de la UFC por el título vacante entre Deiveson Figueiredo y el ex aspirante al título Joseph Benavidez tuvo lugar como cabeza de cartel. Con el ex Campeón de Peso Mosca y Peso Gallo de la UFC, Henry Cejudo, que dejó vacante su título de Peso Mosca en diciembre de 2019, la pareja se enfrentó entonces en UFC Fight Night: Benavidez vs. Figueiredo en febrero para determinar el nuevo campeón. Figueiredo ganó por TKO en la segunda ronda, pero el título quedó vacante porque se perdió el peso. El 11 de julio se anunció que Figueiredo había dado positivo por COVID-19, lo que ponía en peligro el combate por el título. Según su representante, Wallid Ismail, se realizó una segunda prueba antes de tomar una decisión oficial sobre la posible retirada de Figueiredo del evento. Ismail ha dicho que Figueiredo ya dio positivo por COVID-19 hace dos meses y cree que esta prueba fue un falso positivo. Un día después, se confirmó que Figueiredo había superado su segunda prueba y que viajaría a Abu Dhabi, aunque aún debía superar otras pruebas a su llegada. Pasó múltiples pruebas en Abu Dhabi, lo que le permitió luchar por el evento principal.
Un combate de Peso Pesado entre Sergey Spivak y Carlos Felipe estaba programado para la fecha original del 9 de mayo de UFC 250 que más tarde se convirtió en UFC 249, pero finalmente fue desechado debido a ese cambio. El emparejamiento fue reprogramado para este evento.
El combate de Peso Semipesado entre Roman Dolidze y Khadis Ibragimov estaba inicialmente programado para el evento inaugural de la promoción en Kazajistán, previsto un mes antes. Sin embargo, el combate se pospuso después de que la tarjeta se trasladara a Las Vegas debido a las restricciones de viaje para ambos participantes relacionadas con la pandemia de COVID-19. El emparejamiento se dejó intacto y se reprogramó para este evento.
Se esperaba un combate de Peso Ligero entre Davi Ramos y Arman Tsarukyan en UFC Fight Night: Overeem vs. Harris, pero se pospuso al cancelarse el evento. El emparejamiento se trasladó a este evento.
Estaba previsto un combate de Peso Ligero entre Marc Diakiese y Alan Patrick. Sin embargo, Patrick se retiró el 14 de junio por una razón desconocida y fue sustituido por Rafael Fiziev.
Se esperaba que Tagir Ulanbekov se enfrentara a Aleksander Doskalchuk en un combate de Peso Mosca en este evento. Sin embargo, Ulanbekov se retiró el 3 de julio después de que Jabib Nurmagomédov, padre del ex Campeón de Peso Ligero de la UFC Khabib Nurmagomedov, muriera por complicaciones relacionadas con el COVID-19. A su vez, Doskalchuk se retiró una semana después por motivos no revelados. Fueron sustituidos por Malcolm Gordon y Amir Albazi, respectivamente.

## Resultados
1. ↑  Por el vacante Campeonato de Peso Mosca de la UFC.

## Premios de bonificación
Los siguientes luchadores recibieron bonificaciones de $50000 dólares.
- Pelea de la Noche: Rafael Fiziev vs. Marc Diakiese
- Actuación de la Noche: Deiveson Figueiredo y Ariane Lipski